# Хофман Естејтс (Илиноис)
Хофман Естејтс (енгл. Hoffman Estates) град је у америчкој савезној држави Илиноис.

## Демографија
По попису из 2010. године број становника је 51.895, што је 2.4 (4,8%) становника више него 2000. године.
| Група             | 2000.          | 2010.          |
| Белци             | 33.789 (68,3%) | 29.357 (56,6%) |
| Афроамериканци    | 2.166 (4,4%)   | 2.478 (4,8%)   |
| Азијати           | 7.461 (15,1%)  | 11.760 (22,7%) |
| Хиспаноамериканци | 5.198 (10,5%)  | 7.297 (14,1%)  |
| Укупно            | 49.495         | 51.895         |